# Величковський Іван
Іва́н Величко́вський (близько 1630 (1651) — 1701 (1726)) — український письменник, поет, перекладач, теоретик літератури, культурний і громадський діяч, священник.
Іван Величковський належить до маловідомих українських письменників кінця XVII і початку XVIII століття. У 1660 роках навчався в Києво-Могилянській колегії.

## Біографія
Дуже мало відомостей про життєвий шлях письменника. Можемо припустити, що на початку 1680-х років він належав до складу співробітників чернігівської друкарні Лазаря Барановича. Трохи пізніше, в середині 1680-х років, він оселився в Полтаві, де зайняв посаду пресвітера, а потім протопресвітера Свято-Успенської церкви.
Щодо літературної спадщини Івана Величковського, то в повному обсязі вона не розглядалася ще в нашій науковій літературі. Але більшою мірою нам відомі так звані «Вірші про Дедала», складені у 1687 році на честь гетьмана Самойловича, та збірник дрібних поезій в рукописі Києво-Софіївського собору № 362, який В. М. Перетц назвав «Антологією 1670 — 1680-х років».
Найважливіші поетичні досягнення Величковського: польський панегірик «Lucubratiuncula» на пошану Лазаря Барановича і два слов'яно-українські збірники, що мають назву «Зегар з полузегарком» і «Млеко» XVII століття, до нашого часу не були предметом наукових досліджень літературознавців.
Всі відомі нам твори Величковського виконані в рисах того своєрідного літературного стилю, який оформився в Європі, зокрема в Польщі, у XVI—XVII століттях, в епоху феодально-католицької реакції, і який поширювався в Україні в шляхетських школах і школах вищого духівництва головним чином в другій половині XVII та на початку XVII століття.
Стиль цей в сучасній науці зветься то «схоластичним» стилем, то стилем «бароко». Характерною його ознакою є надзвичайно гіпертрофований розвиток словесно-декоративного орнаменту: в художньому творі на перше місце висувається форма — вишукані, штучні метафори, несподівані порівняння, ефектні антитези. Запозичені у ренесансу образи античної міфології та історії займають головне місце у створенні барокових форм.
Засоби прикрашення мови, орнамент використовуються надмірно у добу бароко; змістові надається другорядного значення. Мета мистецтва за часів бароко — вразити читача, зацікавити його несподіваними стилістичними ефектами. Всі ці ознаки стилю бароко ми можемо простежити в творах Величковського — «Lucubratiuncula», «Зегар» і «Млеко».
Перші відомості про панегірик «Lucubratiuncula» подав Михайло Максимович в статті «Латино-польские сочинения писателей малороссийских», надрукованій в 1850 році у третій книжці альманаху «Киевлянин».
Бідність відомостей про зазначений панегірик пояснюється, головне, тим, що твір цей належить до видань, про які кажуть, ніби-то вони albis corvis rariores (рідкісніші, аніж білі ворони): до наших часів він дійшов у єдиному, мало доступному для дослідження примірникові, саме в тому, який у середині позаминулого століття був перед очима у Максимовича. На теперішній момент панегірик переховується в «Древлехранилище» Центрального архіву РРФСР у Москві в складі бібліотеки колишнього «Московского главного архива министерства иностранных дел».
З погляду літературної форми «Lucubratiuncula» Величковського становить польські, почасти макаронічні, з домішкою латинських речень, вірші, що складаються з 272 рядків, поділених на 68 сапфічних строф. В різних місцях віршів між окремими строфами вміщені польські або латинські цитати з Біблії і латинських письменників — Овідія та ін.
Щодо змісту, панегірик розробляє тему про патрона Барановича — відомого євангельського мерця — «четверодневного» Лазаря, смерть якого, за Євангелієм від Івана, оплакав Христос, а потім воскресив його, коли напередодні хресних страждань прийшов до Віфанії. Тему цю сполучено з євангельською ідеєю про пшеничне зерно, що вмирає в землі й приносить, відродившись, великий здобуток.
Відповідно до літературних традицій доби бароко, Величковський вводить до свого панегірика ряд образів з античної міфології й згадує про Мінерва, Сізіфа. В одній з цитат згадується Тантал, що даремно простягає руки до рота щоб поїсти яблук, які від нього тікають, і так і стоїть знеможений жагою.
Не вберігся Величковський також і від характерної для доби бароко штучності в інтерпретації тих або інших євангельських подій. Так, воскресіння Лазаря, за поясненням нашого автора, сталося через те, що сестра Лазарева Марія мала ймення однакове з іменем Божої Матері.
В другій частині «Lucubratiuncul'и» Величковський звертається безпосередньо до адресата панегірика — Лазаря Барановича і вихваляє його письменницькі здібності на підставі побіжної характеристики складених ним творів.
Наприкінці книжки, виходячи з етимології прізвища Барановича, Величковський згадує про niebieskiego Baranka, апокаліптичного агнця, що був єдиний гідний взяти й розгорнути книгу за сьома печатями, та прирівнює до нього чернігівського владику.
Підпис на останній — 10-й сторінці панегірика — «Towarzystwo Kunsztu Typographskiego» свідчить, що складені Величковським вірші були піднесені Барановичу від гуртка друкарських працівників.
Твір «Lucubratiuncula» дійшов до нас в дефектному примірнику, без першого, заголовкового аркуша. Це покладає на дослідника обов'язок вирішити, чи, принаймні, порушити питання про місце та час його видання.
Питання про час, коли «Lucubratiuncula» з'явилась у світ, вирішується на підставі її змісту. Літературна спадщина Барановича, яку згадує Величковський у своєму творі, обмежується творами, що вийшли між 1666 роком («Меч духовный») і 1680 роком («Notiy piec» i «W wieniec bozey matki»). З другого боку, Величковський не згадує пізніших творів Барановича — «Благодать и истина Іисус Христом бысть» і «Naiasnieysza nieba i ziemie carica», що були видані в 1683 році.
Зазначену відсутність в «Lucubratiuncula» вказівок на пізніші роботи Барановича можна пояснювати різними причинами. Може, Величковський не зумів вкласти назв цих робіт у віршований розмір свого панегірика, але можливо також припустити, що роботи ці під час видання панегірика не були ще надруковані. Тоді приблизну дату виходу «Lucubratiuncula» в світ доведеться встановити десь між 1680 і 1683 роками. У всякому разі панегірик вийшов не раніш 1680 року.
Рукопис збірників «Зегар з полузегарком» і «Млеко» був виявлений тільки на початку XX ст. Рукопис цей писаний чітким українським півуставом кінця XVII ст. і містить в собі 33 аркуші.

## Біографічні відомості
На початку 1680-х років належав до складу співробітників чернігівської друкарні Лазаря Барановича. У Чернігові Іван Величковський живе не менше десяти років. Саме тут він одружується з Марією Лукашівною, дочкою полтавського протопопа Луки Семіоновича і, можливо, висвячується на попа. У Чернігові ж у нього народжується син Іван, котрий по смерті батька займе його посаду пресвітера полтавської соборної Успенської церкви і дослужиться до сану полтавського протопопа (ось звідки йде уявлення, що поет Іван Величковський був полтавським протопопом!). На цій посаді і помер 1701 року.
Яскравий представник стилю бароко в українській поезії. Автор панегіриків, епіграм, курйозних та ліричних віршів релігійного і світського змісту, перекладач, теоретик фігурного віршування. Усі відомі на сьогодні його твори видано у кн.: Величковський Іван. Твори. К., 1972.
Навчався у Києво-Могилянській колегії в 1660-х роки.
Безпосереднім його вихователем, учителем і покровителем був Варлаам Ясинський.
Його онуком є православний подвижник Паїсій Величковський (1722—1794), канонізований у 1988 році.

## Творчість
Більшість творів Івана Величковського збереглися у рукописах (зокрема рукописні «книжиці» «Зегар з полузегарком» та «Млеко»), повністю їх було видано лише 1972 року.
Писав здебільшого польською і староукраїнською мовою.
Автор перших в українській літературі паліндромів (називав їх раками літеральними).

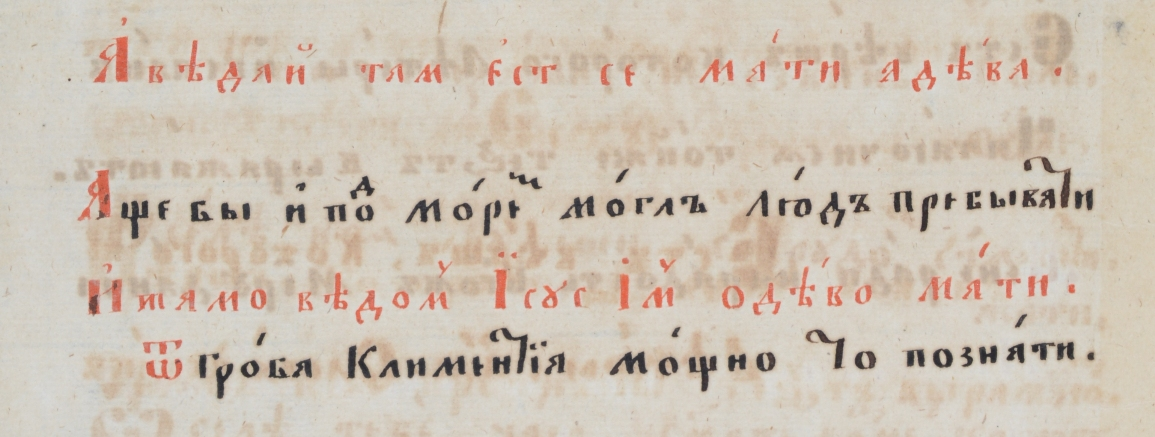
Паліндром І. Величковського